# Андерсен, Кристин
Кристин Андерсен, урождённая Кристин Фрёсиг-Андерсен (дат. Kristine Frøsig-Andersen; род. 2 апреля 1976, Ольборг) — датская гандболистка, игравшая на позиции полусредней, двукратная олимпийская чемпионка (1996 и 2004 годы), двукратная чемпионка Европы (1996 и 2002 годы).

## Достижения

### Клубная
- Победительница Кубка обладателей кубков: 2004
- Победительница Кубка ЕГФ: 2002

### В сборной
- Олимпийская чемпионка: 2000, 2004
- Чемпионка Европы: 1996, 2002
- Вице-чемпионка Европы: 1998

### Личные
- Лучшая полусредняя чемпионата Европы: 2002